# Bjergfyr
Bjergfyr (Pinus mugo) er et flerstammet træ eller et op til 15 meter højt træ, der i Danmark er meget almindeligt plantet i f.eks. hedeplantager. Det kan kendes på sine asymmetriske kogler og slanke kno-pper. Bjergfyr er et såkaldt lystræ da nålene tillader store mængder lys at passere til planter under træet. Den angribes af rodfordærver (Heterobasidion annosum), der dræber den. Når bjergfyr er et træ (i modsætning til en busk) kaldes det for fransk bjergfyr

## Beskrivelse
Bjergfyr er en grov busk eller et lille træ. I naturen er træformen den mest almindelige. Over trægrænsen er træerne dog krybende, og buskformen er en tilpasning til steder hvor der forekommer sneskred. Den buskformede er den mest almindeligt dyrkede form. Planten er stedsegrøn, og vækstformen er åben og uregelmæssig på den almindeligt dyrkede form. Hovedgrenene er krogede og opstigende.
Barken er først rødbrun og skællet, så mørkebrun til gråbrun og opsprækkende i små firkanter. Til sidst bliver barken næsten sort og får uregelmæssige skæl. Kno-pperne er cylindriske til ægformede og brune, ofte med tykt harpikslag. Nålene sidder parvist sammen på små kortskud, der er kransstillede på langskuddet. Nålene er ret korte og stive, og farven er mørkegrøn. Den røde stand af hunblomster bliver til en skævt kegleformet kogle. De yderste kogleskæl vender fremad. Frøene modner godt og spirer villigt.
Rodnettet består af kraftige og tæt forgrenede hovedrødder, som ligger helt oppe i jordoverfladen. Samme sted findes netværket af finrødder, der meget gerne skal have kontakt med én eller flere svampearter, så der kan dannes mykorrhiza.
Højde x bredde og årlig tilvækst: 5 × 4 m (30 × 25 cm/år).

## Voksested
Bjergfyr findes som pionerplante efter stenskred, laviner eller brand i Mellemeuropas bjerge og Alperne på alle jordtyper. Den danner også tætte krat oven for skovgrænsen.
i Danmark er det meget almindeligt plantet, især i Jylland i hede- og klitplantager.
I Dolomitterne forekommer denne art på fugtig og gruset kalkbund i højder over 1.700-1.800 m, men også langs vandløb længere nede. Her optræder den i plantesamfundet Mugo-Rhododendretum hirsuti sammen med bl.a. blåbær, rypelyng, alpe-røn, blåfrugtet gedeblad, buksbom-mælkeurt, dværgalperose, fjeld-ene, grøn-el, håret alperose, pude-star, rundbladet bærmispel, rustbladet alperose, spyd-pil, stribet dafne, tyttebær og vår-lyng.

## Anvendelse
Bjergfyr er meget almindeligt dyrket i haverne, hvor den dog har en begræset levetid. Bedre trives den på den jyske vestkyst, hvor den dækker store områder sammen med den lidt større klitfyr (Pinus contorta).
Arten (men ikke underarten uncinata) betragtes som en invasiv art i Danmark og er på Naturstyrelsens sortliste, hvor det vurderes at den "kan bekæmpes lokalt til acceptabelt niveau, men kan ikke udryddes nationalt".

## Underarter
- Krybende bjergfyr (Pinus mugo ssp. mugo)
- Enstammet bjergfyr (Pinus mugo ssp. uncinata)

## sorter
- Bjergfyr 'Benjamin' (Pinus mugo 'Benjamin')
- Bjergfyr 'Bubikopf' (Pinus mugo 'Bubikopf')
- Bjergfyr 'Humpy' (Pinus mugo 'Humpy')
- Bjergfyr 'Klosterkøtter' (Pinus mugo 'Klosterkøtter')
- Bjergfyr 'Minimops' (Pinus mugo 'Minimops')
- Bjerg-Fyr 'Mops' (Pinus mugo 'Mops')

| Portal | Portal:Botanik |

## Note
1. ↑  www.provincia.bz.it: Cesare Lasen og Thomas Wilhalm: Natura 2000 Lebensräume in Südtirol (tysk)
2. ↑  "Naturstyrelsens sortliste". Arkiveret fra originalen 10. januar 2014. Hentet 16. juni 2012.